# Kleinbogen der Deutschen Post der DDR
In den Jahren von 1962 bis 1990 gab die Deutsche Post der DDR insgesamt 47 Kleinbogen heraus. Die Unterscheidung zwischen Briefmarkenbogen, Briefmarkenblock und Kleinbogen ist nicht genau abgrenzbar. Hier wird die Einordnung des Michel-Katalogs gewählt. 
Peter Tichatzky (Preisträger des Sieger-Preises) schreibt dazu:

„Kleinbogen mit unterschiedlichen Marken lassen sich nicht immer eindeutig von ähnlich gestalteten Sonderblocks unterscheiden. Auch die Anzahl der Marken ist hierfür nicht ausschlaggebend. Unterscheidungsmerkmal kann sein, dass Kleinbogen in der Regel teilweise oder ganz an ihren Rändern durchgezähnt sind, während das bei Blocks nicht der Fall ist.“

## Liste der Ausgaben und Motive
Legende
- Bild: Eine bearbeitete Abbildung der genannten Marke. Das Verhältnis der Größe der Briefmarken zueinander ist in diesem Artikel annähernd maßstabsgerecht dargestellt. Sollten keine Marken abgebildet sein, liegt es daran, dass das Urheberrecht des Künstlers noch nicht erloschen ist.
- Beschreibung: Eine Kurzbeschreibung des Motivs und/oder des Ausgabegrundes. Bei ausgegebenen Serien oder Blocks werden die zusammengehörigen Beschreibungen mit einer Markierung versehen eingerückt.
- Wert: Der Frankaturwert der einzelnen Marke in Pfennig. Ein „+“ bedeutet, dass es sich um eine Zuschlagsmarke handelt (= Frankaturwert + Spende).
- Ausgabedatum: Das Datum des erstmaligen Verkaufs dieser Briefmarke.
- Gültig bis: Das Datum, an dem die Gültigkeit endete.
- Auflage: Soweit bekannt, wird hier die zum Verkauf angebotene Anzahl dieser Ausgabe angegeben.
- Entwurf: Soweit bekannt, wird hier angegeben, von wem der Entwurf dieser Marke stammt.
- Mi.-Nr.: Diese Briefmarke wird im Michel-Katalog unter der entsprechenden Nummer gelistet.

| Kleinbogen                                                                             | |                   |                   |                 |                                  |                                  |         |
| Bild                                                                                   | Beschreibung | Wert              | Ausgabe- datum    | Gültig bis      | Auflage                          | Entwurf                          | Mi.-Nr. |
|                                                                                        | 5 Jahre sowjetische Weltraumflüge - Weltraumhunde Belka und Strelka | 5                 | 28. Dezember 1962 | 31. März 1964   | 1.100.000                        | Hans Georg Urbschat              | 926     |
| - Kosmonaut Juri Gagarin und Wostok 1                                                  | 10 | 28. Dezember 1962 | 31. März 1964     | 1.100.000       | Hans Georg Urbschat              | 927                              |         |
| - Sputnik 1, 2 und 3                                                                   | 15 | 28. Dezember 1962 | 31. März 1964     | 1.100.000       | Hans Georg Urbschat              | 928                              |         |
| - Kosmonaut German Titow und Wostok 2                                                  | 20 | 28. Dezember 1962 | 31. März 1964     | 1.100.000       | Hans Georg Urbschat              | 929                              |         |
| - Lunik 1 und 2                                                                        | 25 | 28. Dezember 1962 | 31. März 1964     | 1.100.000       | Hans Georg Urbschat              | 930                              |         |
| - Kosmonauten Andrijan Nikolajew und Pawel Popowitsch                                  | 30 | 28. Dezember 1962 | 31. März 1964     | 1.100.000       | Hans Georg Urbschat              | 931                              |         |
| - Erste interplanetarische Station und Flugbahn                                        | 40 | 28. Dezember 1962 | 31. März 1964     | 1.100.000       | Hans Georg Urbschat              | 932                              |         |
| - Lunik 3                                                                              | 50 | 28. Dezember 1962 | 31. März 1964     | 1.100.000       | Hans Georg Urbschat              | 933                              |         |
|                                                                                        | Märchen (I): Tischlein deck dich Märchen der Gebrüder Grimm - Der erste Sohn verläßt den Vater | 5                 | 8. Dezember 1966  | 2. Oktober 1990 | 2.000.000                        | Klaus Henning und Gerhard Bläser | 1236    |
| - Tischlein deck dich                                                                  | 10 | 8. Dezember 1966  | 2. Oktober 1990   | 2.000.000       | Klaus Henning und Gerhard Bläser | 1237                             |         |
| - Der diebische Wirt                                                                   | 20 | 8. Dezember 1966  | 2. Oktober 1990   | 2.000.000       | Klaus Henning und Gerhard Bläser | 1238                             |         |
| - Goldesel streck dich                                                                 | 25 | 8. Dezember 1966  | 2. Oktober 1990   | 2.000.000       | Klaus Henning und Gerhard Bläser | 1239                             |         |
| - Knüppel aus dem Sack                                                                 | 30 | 8. Dezember 1966  | 2. Oktober 1990   | 2.000.000       | Klaus Henning und Gerhard Bläser | 1240                             |         |
| - Rückkehr des dritten Sohnes                                                          | 50 | 8. Dezember 1966  | 2. Oktober 1990   | 2.000.000       | Klaus Henning und Gerhard Bläser | 1241                             |         |
|                                                                                        | Märchen (II): König Drosselbart Märchen der Gebrüder Grimm - Szene aus dem Märchen | 5                 | 27. November 1967 | 2. Oktober 1990 | 2.000.000                        | Gerhard Bläser                   | 1323    |
| - Szene aus dem Märchen                                                                | 10 | 27. November 1967 | 2. Oktober 1990   | 2.000.000       | Gerhard Bläser                   | 1324                             |         |
| - Szene aus dem Märchen                                                                | 15 | 27. November 1967 | 2. Oktober 1990   | 2.000.000       | Gerhard Bläser                   | 1325                             |         |
| - Szene aus dem Märchen                                                                | 20 | 27. November 1967 | 2. Oktober 1990   | 2.000.000       | Gerhard Bläser                   | 1326                             |         |
| - Szene aus dem Märchen                                                                | 25 | 27. November 1967 | 2. Oktober 1990   | 2.000.000       | Gerhard Bläser                   | 1327                             |         |
| - Szene aus dem Märchen                                                                | 30 | 27. November 1967 | 2. Oktober 1990   | 2.000.000       | Gerhard Bläser                   | 1328                             |         |
|                                                                                        | Märchen (III): Der gestiefelte Kater Märchen der Gebrüder Grimm - Szene aus dem Märchen | 5                 | 27. November 1968 | 2. Oktober 1990 | 2.000.000                        | Gerhard Bläser                   | 1426    |
| - Szene aus dem Märchen                                                                | 10 | 27. November 1968 | 2. Oktober 1990   | 2.000.000       | Gerhard Bläser                   | 1427                             |         |
| - Szene aus dem Märchen                                                                | 15 | 27. November 1968 | 2. Oktober 1990   | 2.000.000       | Gerhard Bläser                   | 1428                             |         |
| - Szene aus dem Märchen                                                                | 20 | 27. November 1968 | 2. Oktober 1990   | 2.000.000       | Gerhard Bläser                   | 1429                             |         |
| - Szene aus dem Märchen                                                                | 25 | 27. November 1968 | 2. Oktober 1990   | 2.000.000       | Gerhard Bläser                   | 1430                             |         |
| - Szene aus dem Märchen                                                                | 30 | 27. November 1968 | 2. Oktober 1990   | 2.000.000       | Gerhard Bläser                   | 1431                             |         |
|                                                                                        | Märchen (IV): Jorinde und Joringel Märchen der Gebrüder Grimm - Szene aus dem Märchen | 5                 | 18. März 1969     | 2. Oktober 1990 | 2.500.000                        | Gerhard Bläser                   | 1450    |
| - Szene aus dem Märchen                                                                | 10 | 18. März 1969     | 2. Oktober 1990   | 2.500.000       | Gerhard Bläser                   | 1451                             |         |
| - Szene aus dem Märchen                                                                | 15 | 18. März 1969     | 2. Oktober 1990   | 2.500.000       | Gerhard Bläser                   | 1452                             |         |
| - Szene aus dem Märchen                                                                | 20 | 18. März 1969     | 2. Oktober 1990   | 2.500.000       | Gerhard Bläser                   | 1453                             |         |
| - Szene aus dem Märchen                                                                | 25 | 18. März 1969     | 2. Oktober 1990   | 2.500.000       | Gerhard Bläser                   | 1454                             |         |
| - Szene aus dem Märchen                                                                | 30 | 18. März 1969     | 2. Oktober 1990   | 2.500.000       | Gerhard Bläser                   | 1455                             |         |
|                                                                                        | Märchen (V): Brüderchen und Schwesterchen Märchen der Gebrüder Grimm - Szene aus dem Märchen | 5                 | 17. Februar 1970  | 2. Oktober 1990 | 2.500.000                        | Erika Bläser und Gerhard Bläser  | 1545    |
| - Szene aus dem Märchen                                                                | 10 | 17. Februar 1970  | 2. Oktober 1990   | 2.500.000       | Erika Bläser und Gerhard Bläser  | 1546                             |         |
| - Szene aus dem Märchen                                                                | 15 | 17. Februar 1970  | 2. Oktober 1990   | 2.500.000       | Erika Bläser und Gerhard Bläser  | 1547                             |         |
| - Szene aus dem Märchen                                                                | 20 | 17. Februar 1970  | 2. Oktober 1990   | 2.500.000       | Erika Bläser und Gerhard Bläser  | 1558                             |         |
| - Szene aus dem Märchen                                                                | 25 | 17. Februar 1970  | 2. Oktober 1990   | 2.500.000       | Erika Bläser und Gerhard Bläser  | 1549                             |         |
| - Szene aus dem Märchen                                                                | 30 | 17. Februar 1970  | 2. Oktober 1990   | 2.500.000       | Erika Bläser und Gerhard Bläser  | 1550                             |         |
|                                                                                        | 10 Jahre bemannte sowjetische Weltraumflüge - Venussonde Venus 5 (gelandet 16. Mai 1969) | 20                | 11. Februar 1971  | 2. Oktober 1990 | 2.000.000                        | Hilmar Zill                      | 1636    |
| - Modell einer Orbitalstation                                                          | 20 | 11. Februar 1971  | 2. Oktober 1990   | 2.000.000       | Hilmar Zill                      | 1637                             |         |
| - Mondsonde Luna 16 (gelandet 24. September 1970), Mondsatellit Luna 10                | 20 | 11. Februar 1971  | 2. Oktober 1990   | 2.000.000       | Hilmar Zill                      | 1638                             |         |
| - Kopplung von Sojus 4 an Sojus 5, Staffelflug Sojus 6, 7 und 8, 18-Tages-Flug Sojus 9 | 20 | 11. Februar 1971  | 2. Oktober 1990   | 2.000.000       | Hilmar Zill                      | 1639                             |         |
| - Strahlungs-Meßsatellit Proton 1, Wostok-Rakete                                       | 20 | 11. Februar 1971  | 2. Oktober 1990   | 2.000.000       | Hilmar Zill                      | 1640                             |         |
| - Nachrichtensatellit Molnija 1                                                        | 20 | 11. Februar 1971  | 2. Oktober 1990   | 2.000.000       | Hilmar Zill                      | 1641                             |         |
| - Erstflug von Juri Gagarin mit Wostok 1 (12. April 1961)                              | 20 | 11. Februar 1971  | 2. Oktober 1990   | 2.000.000       | Hilmar Zill                      | 1642                             |         |
| - Ausstieg von Alexei Leonow aus Woschod 2                                             | 20 | 11. Februar 1971  | 2. Oktober 1990   | 2.000.000       | Hilmar Zill                      | 1643                             |         |
|                                                                                        | Märchen (VI): Die Bremer Stadtmusikanten Märchen der Gebrüder Grimm - Szene aus dem Märchen | 5                 | 23. November 1971 | 2. Oktober 1990 | 2.000.000                        | Erika Bläser und Gerhard Bläser  | 1717    |
| - Szene aus dem Märchen                                                                | 10 | 23. November 1971 | 2. Oktober 1990   | 2.000.000       | Erika Bläser und Gerhard Bläser  | 1718                             |         |
| - Szene aus dem Märchen                                                                | 15 | 23. November 1971 | 2. Oktober 1990   | 2.000.000       | Erika Bläser und Gerhard Bläser  | 1719                             |         |
| - Szene aus dem Märchen                                                                | 20 | 23. November 1971 | 2. Oktober 1990   | 2.000.000       | Erika Bläser und Gerhard Bläser  | 1720                             |         |
| - Szene aus dem Märchen                                                                | 25 | 23. November 1971 | 2. Oktober 1990   | 2.000.000       | Erika Bläser und Gerhard Bläser  | 1721                             |         |
| - Szene aus dem Märchen                                                                | 30 | 23. November 1971 | 2. Oktober 1990   | 2.000.000       | Erika Bläser und Gerhard Bläser  | 1722                             |         |
|                                                                                        | Märchen (VII): Die Schneekönigin Wintermärchen von Hans Christian Andersen - Szene aus dem Märchen                                                                                                 | 5                 | 28. November 1972 | 2. Oktober 1990 | 2.000.000                        | Gerhard Bläser                   | 1801    |
| - Szene aus dem Märchen                                                                | 10 | 28. November 1972 | 2. Oktober 1990   | 2.000.000       | Gerhard Bläser                   | 1802                             |         |
| - Szene aus dem Märchen                                                                | 15 | 28. November 1972 | 2. Oktober 1990   | 2.000.000       | Gerhard Bläser                   | 1803                             |         |
| - Szene aus dem Märchen                                                                | 20 | 28. November 1972 | 2. Oktober 1990   | 2.000.000       | Gerhard Bläser                   | 1804                             |         |
| - Szene aus dem Märchen                                                                | 25 | 28. November 1972 | 2. Oktober 1990   | 2.000.000       | Gerhard Bläser                   | 1805                             |         |
| - Szene aus dem Märchen                                                                | 35 | 28. November 1972 | 2. Oktober 1990   | 2.000.000       | Gerhard Bläser                   | 1806                             |         |
|                                                                                        | Figuren des Kinderfernsehens der DDR - Mauz und Hoppel | 5                 | 28. November 1972 | 2. Oktober 1990 | 2.000.000                        | Bläser                           | 1807    |
| - Fuchs und Elster                                                                     | 10 | 28. November 1972 | 2. Oktober 1990   | 2.000.000       | Bläser                           | 1808                             |         |
| - Herr Uhu                                                                             | 15 | 28. November 1972 | 2. Oktober 1990   | 2.000.000       | Bläser                           | 1809                             |         |
| - Frau Igel und Borstel                                                                | 20 | 28. November 1972 | 2. Oktober 1990   | 2.000.000       | Bläser                           | 1810                             |         |
| - Schnuffel und Pieps                                                                  | 25 | 28. November 1972 | 2. Oktober 1990   | 2.000.000       | Bläser                           | 1811                             |         |
| - Paulchen aus der Kinderbibliothek                                                    | 35 | 28. November 1972 | 2. Oktober 1990   | 2.000.000       | Bläser                           | 1812                             |         |
|                                                                                        | Märchen (VIII): Auf des Hechtes Geheiß Russisches Volks-Wintermärchen, überarbeitet von Alexei Tolstoi - Szene aus dem Märchen                                                                     | 5                 | 4. Dezember 1973  | 2. Oktober 1990 | 2.000.000                        | Gerhard Bläser                   | 1901    |
| - Szene aus dem Märchen                                                                | 10 | 4. Dezember 1973  | 2. Oktober 1990   | 2.000.000       | Gerhard Bläser                   | 1902                             |         |
| - Szene aus dem Märchen                                                                | 15 | 4. Dezember 1973  | 2. Oktober 1990   | 2.000.000       | Gerhard Bläser                   | 1903                             |         |
| - Szene aus dem Märchen                                                                | 20 | 4. Dezember 1973  | 2. Oktober 1990   | 2.000.000       | Gerhard Bläser                   | 1904                             |         |
| - Szene aus dem Märchen                                                                | 25 | 4. Dezember 1973  | 2. Oktober 1990   | 2.000.000       | Gerhard Bläser                   | 1905                             |         |
| - Szene aus dem Märchen                                                                | 35 | 4. Dezember 1973  | 2. Oktober 1990   | 2.000.000       | Gerhard Bläser                   | 1906                             |         |
|                                                                                        | Märchen (IX): Zwitscher hin und zwitscher her Russisches Volks-Wintermärchen, überarbeitet von Alexei Tolstoi - Szene aus dem Märchen                                                              | 10                | 3. Dezember 1974  | 2. Oktober 1990 | 2.000.000                        | Erika Bläser und Gerhard Bläser  | 1995    |
| - Szene aus dem Märchen                                                                | 15 | 3. Dezember 1974  | 2. Oktober 1990   | 2.000.000       | Erika Bläser und Gerhard Bläser  | 1996                             |         |
| - Szene aus dem Märchen                                                                | 20 | 3. Dezember 1974  | 2. Oktober 1990   | 2.000.000       | Erika Bläser und Gerhard Bläser  | 1997                             |         |
| - Szene aus dem Märchen                                                                | 30 | 3. Dezember 1974  | 2. Oktober 1990   | 2.000.000       | Erika Bläser und Gerhard Bläser  | 1998                             |         |
| - Szene aus dem Märchen                                                                | 35 | 3. Dezember 1974  | 2. Oktober 1990   | 2.000.000       | Erika Bläser und Gerhard Bläser  | 1999                             |         |
| - Szene aus dem Märchen                                                                | 40 | 3. Dezember 1974  | 2. Oktober 1990   | 2.000.000       | Erika Bläser und Gerhard Bläser  | 2000                             |         |
|                                                                                        | Märchen (X): Des Kaisers neue Kleider Märchen von Hans Christian Andersen - Szene aus dem Märchen                                                                                                  | 20                | 18. November 1975 | 2. Oktober 1990 | 2.000.000                        | Gerhard Bläser                   | 2096    |
| - Szene aus dem Märchen                                                                | 35 | 18. November 1975 | 2. Oktober 1990   | 2.000.000       | Gerhard Bläser                   | 2097                             |         |
| - Szene aus dem Märchen                                                                | 50 | 18. November 1975 | 2. Oktober 1990   | 2.000.000       | Gerhard Bläser                   | 2098                             |         |
|                                                                                        | Märchen (XI): Rumpelstilzchen Märchen der Gebrüder Grimm - Szene aus dem Märchen | 5                 | 14. Dezember 1976 | 2. Oktober 1990 | 2.100.000                        | Paul Rosié                       | 2187    |
| - Szene aus dem Märchen                                                                | 10 | 14. Dezember 1976 | 2. Oktober 1990   | 2.100.000       | Paul Rosié                       | 2188                             |         |
| - Szene aus dem Märchen                                                                | 15 | 14. Dezember 1976 | 2. Oktober 1990   | 2.100.000       | Paul Rosié                       | 2189                             |         |
| - Szene aus dem Märchen                                                                | 20 | 14. Dezember 1976 | 2. Oktober 1990   | 2.100.000       | Paul Rosié                       | 2190                             |         |
| - Szene aus dem Märchen                                                                | 25 | 14. Dezember 1976 | 2. Oktober 1990   | 2.100.000       | Paul Rosié                       | 2191                             |         |
| - Szene aus dem Märchen                                                                | 30 | 14. Dezember 1976 | 2. Oktober 1990   | 2.100.000       | Paul Rosié                       | 2192                             |         |
|                                                                                        | Internationale Briefmarkenausstellung sozialistischer Länder SOZPHILEX 1977, Berlin (II) Diese Marke wurde auch als Sondermarke ausgegeben: - Brot für alle (Detail), Gemälde von Wolfram Schubert | 10                | 16. August 1977   | 2. Oktober 1990 | 16.400.000                       | Horst Naumann                    | 2247    |
|                                                                                        | Diese Marke wurde auch als Sondermarke ausgegeben: - ...wenn Kommunisten träumen (Detail), Gemälde von Walter Womacka                                                                              | 25                | 16. August 1977   | 2. Oktober 1990 | 12.000.000                       | Horst Naumann                    | 2248    |
|                                                                                        | Märchen (XII): Sechse kommen durch die ganze Welt Märchen der Gebrüder Grimm - Szene aus dem Märchen                                                                                               | 5                 | 22. November 1977 | 2. Oktober 1990 | 2.100.000                        | Paul Rosié                       | 2281    |
| - Szene aus dem Märchen                                                                | 10 | 22. November 1977 | 2. Oktober 1990   | 2.100.000       | Paul Rosié                       | 2282                             |         |
| - Szene aus dem Märchen                                                                | 20 | 22. November 1977 | 2. Oktober 1990   | 2.100.000       | Paul Rosié                       | 2283                             |         |
| - Szene aus dem Märchen                                                                | 25 | 22. November 1977 | 2. Oktober 1990   | 2.100.000       | Paul Rosié                       | 2284                             |         |
| - Szene aus dem Märchen                                                                | 35 | 22. November 1977 | 2. Oktober 1990   | 2.100.000       | Paul Rosié                       | 2285                             |         |
| - Szene aus dem Märchen                                                                | 60 | 22. November 1977 | 2. Oktober 1990   | 2.100.000       | Paul Rosié                       | 2286                             |         |
|                                                                                        | Märchen (XIII): Rapunzel Märchen der Gebrüder Grimm - Szene aus dem Märchen | 10                | 21. November 1978 | 2. Oktober 1990 | 2.000.000                        | Paul Rosié                       | 2382    |
| - Szene aus dem Märchen                                                                | 15 | 21. November 1978 | 2. Oktober 1990   | 2.000.000       | Paul Rosié                       | 2383                             |         |
| - Szene aus dem Märchen                                                                | 20 | 21. November 1978 | 2. Oktober 1990   | 2.000.000       | Paul Rosié                       | 2384                             |         |
| - Szene aus dem Märchen                                                                | 25 | 21. November 1978 | 2. Oktober 1990   | 2.000.000       | Paul Rosié                       | 2385                             |         |
| - Szene aus dem Märchen                                                                | 35 | 21. November 1978 | 2. Oktober 1990   | 2.000.000       | Paul Rosié                       | 2386                             |         |
| - Szene aus dem Märchen                                                                | 50 | 21. November 1978 | 2. Oktober 1990   | 2.000.000       | Paul Rosié                       | 2387                             |         |
|                                                                                        | Automobilbau in Zwickau, - Horch 8 (Baujahr 1911) | 20                | 3. April 1979     | 2. Oktober 1990 | 2.000.000                        | Joachim Rieß                     | 2412    |
| - Trabant 601 S de luxe (Baujahr 1978)                                                 | 35 | 3. April 1979     | 2. Oktober 1990   | 2.000.000       | Joachim Rieß                     | 2413                             |         |
|                                                                                        | Historische Puppen - Stoffpuppe (um 1800) | 10                | 20. November 1979 | 2. Oktober 1990 | 2.000.000                        | Axel Bertram                     | 2472    |
| - Keramikfigürchen (um 1960)                                                           | 15 | 20. November 1979 | 2. Oktober 1990   | 2.000.000       | Axel Bertram                     | 2473                             |         |
| - Kronendöckchen (um 1780)                                                             | 20 | 20. November 1979 | 2. Oktober 1990   | 2.000.000       | Axel Bertram                     | 2474                             |         |
| - Strohpuppe (um 1900)                                                                 | 35 | 20. November 1979 | 2. Oktober 1990   | 2.000.000       | Axel Bertram                     | 2475                             |         |
| - Gliederpuppe (um 1800)                                                               | 50 | 20. November 1979 | 2. Oktober 1990   | 2.000.000       | Axel Bertram                     | 2476                             |         |
| - Stehaufpuppe (um 1820)                                                               | 70 | 20. November 1979 | 2. Oktober 1990   | 2.000.000       | Axel Bertram                     | 2477                             |         |
|                                                                                        | Historisches Spielzeug (I): Verkehrsmittel - Lokomotive (um 1850) | 10                | 9. Dezember 1980  | 2. Oktober 1990 | 2.000.000                        | Axel Bertram                     | 2566    |
| - Flugzeug (vor 1914)                                                                  | 20 | 9. Dezember 1980  | 2. Oktober 1990   | 2.000.000       | Axel Bertram                     | 2567                             |         |
| - Dampfwalze (um 1920)                                                                 | 25 | 9. Dezember 1980  | 2. Oktober 1990   | 2.000.000       | Axel Bertram                     | 2568                             |         |
| - Schiff (um 1825)                                                                     | 35 | 9. Dezember 1980  | 2. Oktober 1990   | 2.000.000       | Axel Bertram                     | 2569                             |         |
| - Auto (um 1900)                                                                       | 40 | 9. Dezember 1980  | 2. Oktober 1990   | 2.000.000       | Axel Bertram                     | 2570                             |         |
| - Ballon (um 1920)                                                                     | 50 | 9. Dezember 1980  | 2. Oktober 1990   | 2.000.000       | Axel Bertram                     | 2571                             |         |
|                                                                                        | Rationelle Energieanwendung Diese Briefmarke wurde auch als Sondermarke ausgegeben: Braunkohlebrikett, Steckdose, Stecker                                                                          | 10                | 21. April 1981    | 2. Oktober 1990 | 29.000.000                       | Karl-Heinz Bobbe                 | 2601    |
|                                                                                        | Historisches Spielzeug (II): Tiere - Bemalte Gliederschlange aus Holz (um 1850) | 10                | 24. November 1981 | 2. Oktober 1990 | 2.100.000                        | Axel Bertram                     | 2661    |
| - Teddybär (ca. seit 1910)                                                             | 20 | 24. November 1981 | 2. Oktober 1990   | 2.100.000       | Axel Bertram                     | 2662                             |         |
| - Badefisch aus Zelluloid (um 1935)                                                    | 25 | 24. November 1981 | 2. Oktober 1990   | 2.100.000       | Axel Bertram                     | 2663                             |         |
| - Steckenpferd (um 1850)                                                               | 35 | 24. November 1981 | 2. Oktober 1990   | 2.100.000       | Axel Bertram                     | 2664                             |         |
| - Kuckuck (um 1800)                                                                    | 40 | 24. November 1981 | 2. Oktober 1990   | 2.100.000       | Axel Bertram                     | 2665                             |         |
| - Springfrosch (um 1930)                                                               | 70 | 24. November 1981 | 2. Oktober 1990   | 2.100.000       | Axel Bertram                     | 2666                             |         |
|                                                                                        | 500. Geburtstag von Martin Luther (I) Diese Briefmarke wurde auch als Sondermarke ausgegeben: - M. Luther als Junker Jörg (Gemälde von Lucas Cranach d. Ä.)                                        | 20                | 9. November 1982  | 2. Oktober 1990 | 29.000.000                       | Gerhard Schmidt                  | 2755    |
|                                                                                        | Historisches Spielzeug (III): Handwerker - Zimmermann | 10                | 23. November 1982 | 2. Oktober 1990 | 2.100.000                        | Axel Bertram                     | 2758    |
| - Schuhmacher                                                                          | 20 | 23. November 1982 | 2. Oktober 1990   | 2.100.000       | Axel Bertram                     | 2759                             |         |
| - Bäcker                                                                               | 25 | 23. November 1982 | 2. Oktober 1990   | 2.100.000       | Axel Bertram                     | 2760                             |         |
| - Büttner                                                                              | 35 | 23. November 1982 | 2. Oktober 1990   | 2.100.000       | Axel Bertram                     | 2761                             |         |
| - Gerber                                                                               | 40 | 23. November 1982 | 2. Oktober 1990   | 2.100.000       | Axel Bertram                     | 2762                             |         |
| - Wagner                                                                               | 70 | 23. November 1982 | 2. Oktober 1990   | 2.100.000       | Axel Bertram                     | 2763                             |         |
|                                                                                        | Kostbare Sand- und Sonnenuhren Diese Marke wurde auch als Sondermarke ausgegeben: - Horizontal-Tischsonnenuhr (1611)                                                                               | 20                | 7. Juni 1983      | 2. Oktober 1990 | 24.800.000                       | Joachim Rieß                     | 2798    |
|                                                                                        | Grünes Gewölbe Dresden: Kunstwerke Diese Marke wurde auch im Rastertiefdruck als Sondermarke ausgegeben: - Der Sommer                                                                              | 20                | 23. Oktober 1984  | 2. Oktober 1990 | 16.800.000                       | Hans Detlefsen                   | 2906 II |
|                                                                                        | Märchen (XIV): Märchen von der toten Zarentochter und den 7 Recken Märchen von Alexander Sergejewitsch Puschkin - Szene aus dem Märchen                                                            | 5                 | 27. November 1984 | 2. Oktober 1990 | 2.100.000                        | Werner Klemke                    | 2914    |
| - Szene aus dem Märchen                                                                | 10 | 27. November 1984 | 2. Oktober 1990   | 2.100.000       | Werner Klemke                    | 2915                             |         |
| - Szene aus dem Märchen                                                                | 15 | 27. November 1984 | 2. Oktober 1990   | 2.100.000       | Werner Klemke                    | 2916                             |         |
| - Szene aus dem Märchen                                                                | 20 | 27. November 1984 | 2. Oktober 1990   | 2.100.000       | Werner Klemke                    | 2917                             |         |
| - Szene aus dem Märchen                                                                | 35 | 27. November 1984 | 2. Oktober 1990   | 2.100.000       | Werner Klemke                    | 2918                             |         |
| - Szene aus dem Märchen                                                                | 50 | 27. November 1984 | 2. Oktober 1990   | 2.100.000       | Werner Klemke                    | 2919                             |         |
|                                                                                        | Historische Brücken in Berlin Diese Marke wurde auch im Rastertiefdruck als Sondermarke ausgegeben: - Jungfernbrücke                                                                               | 20                | 8. Oktober 1985   | 2. Oktober 1990 | 16.800.000                       | Peter Korn                       | 2973 II |
|                                                                                        | Märchen (XV): Verschiedene Märchen der Gebrüder Grimm - Wilhelm Grimm und Jacob Grimm, Germanisten, Märchenforscher                                                                                | 5                 | 26. November 1985 | 2. Oktober 1990 | 2.100.000                        | Werner Klemke                    | 2987    |
| - Szene aus Das tapfere Schneiderlein                                                  | 10 | 26. November 1985 | 2. Oktober 1990   | 2.100.000       | Werner Klemke                    | 2988                             |         |
| - Szene aus Hans im Glück                                                              | 20 | 26. November 1985 | 2. Oktober 1990   | 2.100.000       | Werner Klemke                    | 2989                             |         |
| - Szene aus Der gestiefelte Kater                                                      | 25 | 26. November 1985 | 2. Oktober 1990   | 2.100.000       | Werner Klemke                    | 2990                             |         |
| - Szene aus Die sieben Raben                                                           | 35 | 26. November 1985 | 2. Oktober 1990   | 2.100.000       | Werner Klemke                    | 2991                             |         |
| - Szene aus Der süße Brei                                                              | 85 | 26. November 1985 | 2. Oktober 1990   | 2.100.000       | Werner Klemke                    | 2992                             |         |
|                                                                                        | Schlösser Diese Marke wurde auch als Sondermarke ausgegeben: - Schloss Schwerin | 10                | 29. Juli 1986     | 2. Oktober 1990 | 32.400.000                       | Snechana Russewa-Hoyer           | 3032    |
|                                                                                        | Diese Marke wurde auch als Sondermarke ausgegeben: - Schloss Güstrow | 20                | 29. Juli 1986     | 2. Oktober 1990 | 16.400.000                       | Snechana Russewa-Hoyer           | 3033    |
|                                                                                        | Erzgebirgische Schwibbogen „Schwibbogen“ genannte Weihnachtsleuchter aus Johanngeorgenstadt - 1778                                                                                                 | 10                | 18. November 1986 | 2. Oktober 1990 | 2.100.000                        | Harry Scheuner                   | 3057    |
| - 1796                                                                                 | 20 | 18. November 1986 | 2. Oktober 1990   | 2.100.000       | Harry Scheuner                   | 3058                             |         |
| - 1810                                                                                 | 25 | 18. November 1986 | 2. Oktober 1990   | 2.100.000       | Harry Scheuner                   | 3059                             |         |
| - 1821                                                                                 | 35 | 18. November 1986 | 2. Oktober 1990   | 2.100.000       | Harry Scheuner                   | 3060                             |         |
| - 1830                                                                                 | 40 | 18. November 1986 | 2. Oktober 1990   | 2.100.000       | Harry Scheuner                   | 3061                             |         |
| - 1925                                                                                 | 85 | 18. November 1986 | 2. Oktober 1990   | 2.100.000       | Harry Scheuner                   | 3062                             |         |
|                                                                                        | 750 Jahre Berlin (II) - Palais Ephraim | 10                | 17. Februar 1987  | 2. Oktober 1990 | 8.400.000                        | Detlef Glinski                   | 3075    |
|                                                                                        | - Alt-Marzahn, Neubauten | 10                | 17. Februar 1987  | 2. Oktober 1990 | 8.400.000                        | Detlef Glinski                   | 3076    |
|                                                                                        | - Marx-Engels-Forum | 20                | 17. Februar 1987  | 2. Oktober 1990 | 8.400.000                        | Detlef Glinski                   | 3077    |
|                                                                                        | - Friedrichstadtpalast | 20                | 17. Februar 1987  | 2. Oktober 1990 | 8.400.000                        | Detlef Glinski                   | 3078    |
|                                                                                        | Süßwasserfische Diese Briefmarke wurde auch als Sondermarke ausgegeben: - Bachforelle (Salmo trutta fario)                                                                                         | 10                | 19. Mai 1987      | 2. Oktober 1990 | 26.4000.000                      | Kraus                            | 3096 I  |
|                                                                                        | Diese Briefmarke wurde auch als Sondermarke ausgegeben: - Wels (Silurus glanis) | 20                | 19. Mai 1987      | 2. Oktober 1990 | 16.400.000                       | Kraus                            | 3097 I  |
|                                                                                        | Weihnachtspyramiden aus dem Erzgebirge - Annaberg (um 1810) | 10                | 24. November 1987 | 2. Oktober 1990 | 2.100.000                        | Harry Scheuner                   | 3134    |
| - Freiberg (um 1830)                                                                   | 20 | 24. November 1987 | 2. Oktober 1990   | 2.100.000       | Harry Scheuner                   | 3135                             |         |
| - Neustädtel (um 1870)                                                                 | 25 | 24. November 1987 | 2. Oktober 1990   | 2.100.000       | Harry Scheuner                   | 3136                             |         |
| - Schneeberg (um 1870)                                                                 | 35 | 24. November 1987 | 2. Oktober 1990   | 2.100.000       | Harry Scheuner                   | 3137                             |         |
| - Lößnitz (um 1880)                                                                    | 40 | 24. November 1987 | 2. Oktober 1990   | 2.100.000       | Harry Scheuner                   | 3138                             |         |
| - Seiffen (um 1910)                                                                    | 85 | 24. November 1987 | 2. Oktober 1990   | 2.100.000       | Harry Scheuner                   | 3139                             |         |
|                                                                                        | 10. Jahrestag des gemeinsamen Weltraumfluges UdSSR–DDR (II) - Kosmonauten Sigmund Jähn und Waleri Bykowski beim Signieren der Landekapsel des Raumschiffs Sojus 29                                 | 10                | 30. August 1988   | 2. Oktober 1990 | 8.400.000                        | Kraus                            | 3190    |
|                                                                                        | - Spektrometer MKS-M, Messkurve | 20                | 30. August 1988   | 2. Oktober 1990 | 8.400.000                        | Kraus                            | 3191    |
|                                                                                        | - Orbitalkomplex MIR | 35                | 30. August 1988   | 2. Oktober 1990 | 8.400.000                        | Kraus                            | 3192    |
|                                                                                        | Erzgebirgische Klöppelspitze - Exponate der Bezirksausstellung „Erzgebirgische Klöppelspitze“ | 20                | 22. November 1988 | 2. Oktober 1990 | 1.900.000                        | Harry Scheuner                   | 3215    |
| - Exponate der Bezirksausstellung „Erzgebirgische Klöppelspitze“                       | 25 | 22. November 1988 | 2. Oktober 1990   | 1.900.000       | Harry Scheuner                   | 3216                             |         |
| - Exponate der Bezirksausstellung „Erzgebirgische Klöppelspitze“                       | 35 | 22. November 1988 | 2. Oktober 1990   | 1.900.000       | Harry Scheuner                   | 3217                             |         |
| - Exponate der Bezirksausstellung „Erzgebirgische Klöppelspitze“                       | 40 | 22. November 1988 | 2. Oktober 1990   | 1.900.000       | Harry Scheuner                   | 3218                             |         |
| - Exponate der Bezirksausstellung „Erzgebirgische Klöppelspitze“                       | 50 | 22. November 1988 | 2. Oktober 1990   | 1.900.000       | Harry Scheuner                   | 3219                             |         |
| - Exponate der Bezirksausstellung „Erzgebirgische Klöppelspitze“                       | 85 | 22. November 1988 | 2. Oktober 1990   | 1.900.000       | Harry Scheuner                   | 3220                             |         |
|                                                                                        | 500. Geburtstag von Thomas Müntzer (II) Die Marke wurde auch als Sondermarke ausgegeben: - Müntzer in der Schlacht                                                                                 | 20                | 22. August 1989   | 2. Oktober 1990 | 16.400.000                       | Schmidt                          | 3271    |
|                                                                                        | Erzgebirgische Leuchterspinnen - Schneeberg (um 1860) | 10                | 28. November 1989 | 2. Oktober 1990 | 2.100.000                        | Harry Scheuner                   | 3289    |
| - Schwarzenberg (um 1850)                                                              | 20 | 28. November 1989 | 2. Oktober 1990   | 2.100.000       | Harry Scheuner                   | 3290                             |         |
| - Annaberg (um 1800)                                                                   | 25 | 28. November 1989 | 2. Oktober 1990   | 2.100.000       | Harry Scheuner                   | 3291                             |         |
| - Seiffen (um 1900)                                                                    | 35 | 28. November 1989 | 2. Oktober 1990   | 2.100.000       | Harry Scheuner                   | 3292                             |         |
| - Seiffen (um 1930)                                                                    | 50 | 28. November 1989 | 2. Oktober 1990   | 2.100.000       | Harry Scheuner                   | 3293                             |         |
| - Annaberg (um 1925)                                                                   | 70 | 28. November 1989 | 2. Oktober 1990   | 2.100.000       | Harry Scheuner                   | 3294                             |         |
|                                                                                        | 100 Jahre Museum für Naturkunde der Humboldt-Universität Berlin Diese Marke wurde auch als Sondermarke ausgegeben: - Kentrurosaurus aethiopicus                                                    | 25                | 17. April 1990    | 2. Oktober 1990 | 12.000.000                       | Ulrike Lange                     | 3325    |